# Kreshnik Kasa
Kreshnik Kasa, detto Niko (Lushnjë, 15 febbraio 2001), è un pallamanista italiano con cittadinanza albanese.

## Carriera

### Inizi a Nonantola
Originario dell'Albania, la famiglia Kasa si trasferisce in Italia quando lui è ancora piccolo. All'età di sei anni comincia a giocare nel Rapid Nonantola, squadra con la quale esordisce in Serie A2 a soli 15 anni. Nonostante la giovane età, il possente fisico che possiede gli consente di tener testa a giocatori molto più esperti di lui. Nei tre anni in Serie A2 gioca un numero sempre più alto di partite condite da una notevole sfilza di gol. Nella stagione 2018-2019 guida il Nonantola fino ai playoff promozione, ma qui non riesce nell'impresa della promozione.

### EGO Siena
Per la stagione 2019-2020 Kasa viene ingaggiato dalla ambiziosa EGO Siena, formazione neonata e militante in Serie A. Al termine della prima stagione in maglia bianconera guida la formazione senese alla sua prima storica finale di Coppa Italia, risultando l'MVP della semifinale contro Pressano, venendo però poi sconfitto dal Bozen. 
Il 30 giugno 2021, in seguito alla rinuncia d'iscrizione al massimo campionato da parte della società toscana, rimane svincolato.

### Istres e Carpi
Per la stagione 2021-2022 si accorda con il club di prima divisione francese dell'Istres; viene impiegato anche nella squadra riserve del club, militante in Nationale 2, la quarta serie del campionato francese.
Il 27 gennaio 2022 viene ufficialmente annunciato come nuovo giocatore del Carpi, neopromosso in Serie A. Risulta da subito il miglior marcatore della squadra, guidando la compagine bianconera alla salvezza.

### Secchia Rubiera
A giugno 2023 l'annuncio del passaggio alla Pallamano Secchia Rubiera, storica realtà del panorama pallamanistico nazionale. Con la squadra rossoblu centra la salvezza passando per i playout, dove risulta decisivo andando a segno per 27 volte in tre gare.
Al termine della stagione non rinnova con il club reggiano e si accasa al Bologna United, squadra neopromossa in Serie A Silver. Con i felsinei non esordisce mai e dopo la pausa nazionali di novembre ritorna in campo con la maglia del Secchia Rubiera, andando a segno quattro volte nella sfortunata trasferta di Cingoli. Con il club emiliano chiude il campionato all'ultimo posto, venendo retrocesso in Serie A Silver; al termine della stagione va in scadenza senza rinnovare il contratto.

### Nazionale
Ottiene  il permesso dell'IHF per giocare con l'Italia il 23 aprile 2021.
Fa il suo debutto in nazionale maggiore il 29 aprile 2021 nella partita contro la Bielorussia valevole per le qualificazioni ad Euro22; risulta top scorer del match con sette reti segnate.
Tre giorni dopo è il miglior marcatore dell'Italia nella sconfitta contro i vice campioni del mondo della Norvegia.

## Statistiche

### Presenze e reti nei club
Statistiche aggiornate al 3 maggio 2025.
| Stagione               | Squadra                | Campionato             | Campionato | Campionato | Coppe nazionali | Coppe nazionali | Coppe nazionali | Coppe continentali | Coppe continentali | Coppe continentali | Altre coppe | Altre coppe | Altre coppe | Totale | Totale |
| Stagione               | Squadra                | Comp                   | Pres       | Reti       | Comp            | Pres            | Reti            | Comp               | Pres               | Reti               | Comp        | Pres        | Reti        | Pres   | Reti   |
| ---------------------- | ---------------------- | ---------------------- | ---------- | ---------- | --------------- | --------------- | --------------- | ------------------ | ------------------ | ------------------ | ----------- | ----------- | ----------- | ------ | ------ |
| 2016-2017              | Rapid Nonantola        | A2                     | 18         | 81         | -               | -               | -               | -                  | -                  | -                  | -           | -           | -           | 18     | 81     |
| 2017-2018              | Rapid Nonantola        | A2                     | 21         | 145        | -               | -               | -               | -                  | -                  | -                  | -           | -           | -           | 21     | 145    |
| 2018-2019              | Rapid Nonantola        | A2                     | 25         | 167        | -               | -               | -               | -                  | -                  | -                  | -           | -           | -           | 25     | 167    |
| Totale Rapid Nonantola | Totale Rapid Nonantola | Totale Rapid Nonantola | 64         | 393        |                 | -               | -               |                    | -                  | -                  |             | -           | -           | 64     | 393    |
| 2019-2020              | Siena                  | A                      | 20         | 61         | CI              | 3               | 13              | -                  | -                  | -                  | -           | -           | -           | 23     | 74     |
| 2020-2021              | Siena                  | A                      | 28         | 176        | CI              | 1               | 10              | EC                 | 2                  | 9                  | -           | -           | -           | 31     | 195    |
| Totale Siena           | Totale Siena           | Totale Siena           | 48         | 237        |                 | 4               | 23              |                    | 2                  | 9                  |             | -           | -           | 54     | 269    |
| 2021- gen. 2022        | Istres II              | N2                     | 7          | 29         | -               | -               | -               | -                  | -                  | -                  | -           | -           | -           | 7      | 29     |
| 2021- gen. 2022        | Istres                 | D1                     | 11         | 7          | CdL             | 2               | 4               | -                  | -                  | -                  | -           | -           | -           | 13     | 11     |
| gen. 2022- giu. 2022   | Carpi                  | A                      | 14         | 115        | -               | -               | -               | -                  | -                  | -                  | -           | -           | -           | 14     | 115    |
| 2022-2023              | Carpi                  | A                      | 24         | 132        | -               | -               | -               | -                  | -                  | -                  | -           | -           | -           | 24     | 132    |
| Totale Carpi           | Totale Carpi           | Totale Carpi           | 38         | 247        |                 | -               | -               |                    | -                  | -                  |             | -           | -           | 38     | 247    |
| 2023-2024              | Secchia Rubiera        | A                      | 29         | 159        | -               | -               | -               | -                  | -                  | -                  | -           | -           | -           | 29     | 159    |
| set. 2024- nov. 2024   | Bologna Utd            | A2                     | 0          | 0          | -               | -               | -               | -                  | -                  | -                  | -           | -           | -           | 0      | 0      |
| nov. 2024-2025         | Secchia Rubiera        | A                      | 12         | 51         | -               | -               | -               | -                  | -                  | -                  | -           | -           | -           | 12     | 51     |
| Totale Secchia Rubiera | Totale Secchia Rubiera | Totale Secchia Rubiera | 41         | 210        |                 | -               | -               |                    | -                  | -                  |             | -           | -           | 41     | 210    |
| Totale carriera        | Totale carriera        | Totale carriera        | 211        | 1123       |                 | 6               | 27              |                    | 2                  | 9                  |             | 0           | 0           | 219    | 1159   |

### Cronologia, presenze e reti in nazionale
Aggiornato al 20 marzo 2022
| Data       | Città    | In casa  | Risultato | Ospiti      | Competizione        | Reti |
| ---------- | -------- | -------- | --------- | ----------- | ------------------- | ---- |
| 29-04-2021 | Chieti   | Italia   | 31-32     | Bielorussia | Qual. Euro22        | 7    |
| 02-05-2021 | Valmiera | Norvegia | 37-16     | Italia      | Qual. Euro22        | 3    |
| 16-03-2022 | Padova   | Italia   | 28-29     | Slovenia    | Qual. Mondiali 2023 |      |
| 20-03-2022 | Celje    | Slovenia | 28-21     | Italia      | Qual. Mondiali 2023 |      |
| Totale     |          | Presenze | 4         |             | Reti                | 10   |